# 愛すべきものすべてに
『愛すべきものすべてに』（あいすべきものすべてに）は、日本のシンガーソングライターである尾崎豊の1作目のベスト・アルバム。英題は『FOR ALL MY LOVES』（フォー・オール・マイ・ラブズ）。
1996年9月30日にソニー・ミュージックレコーズからリリースされた。1992年に急逝した尾崎初のベスト・アルバムであり、尾崎関連のリリースとしてはボックス・セット『TEENBEAT BOX』（1995年）よりおよそ1年5か月ぶりとなった。
尾崎の代表曲である「卒業」（1985年）や「I LOVE YOU」（1991年）を始めとして、異なるレコード会社からリリースされた『街路樹』（1988年）以外の全アルバムからバランス良く選曲されている。本作はオリコンアルバムチャートにおいて最高位第2位となり、日本レコード協会の集計において売り上げ枚数が100万枚を超えたためミリオン認定を受けている。

## 構成
尾崎豊の代表曲である「I LOVE YOU」（1991年）や「卒業」（1985年）を始めとして、全アルバムからバランス良く選曲されている。しかし、レコード会社の権利の関係で他レーベルで発売したシングル曲や、アルバム『街路樹』（1988年）の曲は1曲も収録されていない。タイトルである『愛すべきものすべてに』はアルバム『回帰線』（1985年）収録曲「シェリー」の歌詞からの引用であるが、同曲は未収録となっている。
書籍『地球音楽ライブラリー 尾崎豊』においてライターの落合昇平は、シングルヒット主導型のアーティストであればヒット曲を組み合わせることで容易にベスト・アルバムリリースの目玉にしやすいが、尾崎の場合はアルバムごとに小説のような作風であり、オリジナル・アルバムとコンサート・ツアーによって時代やテーマを表現しているアーティストであったがためにベスト・アルバムとしての構成が困難であると主張、それが故に尾崎のベスト・アルバムは本作以前にリリースされなかったと述べている。

## リリース、チャート成績
本作は1996年9月30日にソニー・ミュージックレコーズからCDおよびカセットテープ、MDの3形態でリリースされた。CD版にはCDエクストラとしてコンプリート・データおよび未公開映像が収録されている。また、初回限定版には52ページの写真集が封入されている。カセットテープ版はCDおよびMD版と曲順が一部異なっている。
本作はオリコンアルバムチャートにおいて最高位第2位を獲得、登場週数は26回とロングセラーになり、売り上げ枚数は72.9万枚となった。本作の売り上げ枚数は尾崎のアルバム売上ランキングにおいて第3位となった。その後も売上を伸ばしていき、ソニー・ミュージックレコーズによると、2007年時点で年間10万枚程度の売り上げを維持し、累計約170万枚を売り上げている。2009年の再リリース盤は最高位第123位の登場週数5回となった。
本作は2009年4月22日に限定生産品として24ビット・デジタルリマスタリングされブルースペックCDで、2013年9月11日にはブルースペックCD2として再リリースされた。

## 批評
| 専門評論家によるレビュー      | 専門評論家によるレビュー |
| レビュー・スコア              | レビュー・スコア         |
| 出典                          | 評価                     |
| ----------------------------- | ------------------------ |
| CDジャーナル                  | 肯定的                   |
| TOWER RECORDS ONLINE          | 肯定的                   |
| 音楽誌が書かないJポップ批評35 | 否定的                   |
| 尾崎豊 Forget Me Not          | 肯定的                   |

本作の存在意義に対する批評家たちの評価は賛否両論となっており、音楽情報サイト『CDジャーナル』では「各人各様に感じ入るところはあると思う」と前置きした上で、「私はヴォーカリストとしての稀有な才能を再確認」と肯定的に評価、音楽情報サイト『TOWER RECORDS ONLINE』では、代表曲を網羅した作品であると指摘した上で「ベストでありながらも単なるベストではない感動を与えてくれる珠玉の1枚」と絶賛、音楽誌『別冊宝島2559 尾崎豊 Forget Me Not』においてライターの安部薫は、シングル曲を中心に時代的にもバランスが取れているとした上で「常連も一見も納得の最大公約数的な選曲といえる」と肯定的に評価したほか、前半にバラードがあり後半にロックンロールの楽曲を配置した全体の構成が後のコンセプチュアルなベスト・アルバムへの布石になっていると主張した。
一方で、音楽誌『別冊宝島1009 音楽誌が書かないJポップ批評35 尾崎豊 FOREVER YOUNG』においてライターの宮城正樹は、ベスト・アルバムがアーティストへの入門編という側面があることを認めながらも、「尾崎の6枚のスタジオ・アルバムを所有している人の場合、果たしてこれを聴きたいとい思うだろうか」と否定的に評価した。

## 収録曲
CDブックレットに記載されたクレジットを参照。

### CD・MD
| #         | タイトル                              | 作詞・作曲 | 編曲           | 時間  |
| --------- | ------------------------------------- | ---------- | -------------- | ----- |
| 1.        | 「I LOVE YOU」                        | 尾崎豊     | 西本明         | 4:18  |
| 2.        | 「OH MY LITTLE GIRL」                 | 尾崎豊     | 西本明         | 4:34  |
| 3.        | 「Forget-me-not」                     | 尾崎豊     | 西本明         | 5:14  |
| 4.        | 「黄昏ゆく街で」(57TH STREET)         | 尾崎豊     | 尾崎豊、星勝   | 5:36  |
| 5.        | 「路上のルール」(RULES ON THE STREET) | 尾崎豊     | 西本明         | 4:32  |
| 6.        | 「LOVE WAY」                          | 尾崎豊     | 尾崎豊、星勝   | 5:46  |
| 7.        | 「汚れた絆」(BOND)                    | 尾崎豊     | 尾崎豊、西本明 | 5:17  |
| 8.        | 「15の夜」(THE NIGHT)                 | 尾崎豊     | 町支寛二       | 5:29  |
| 9.        | 「Scrambling Rock'n'Roll」            | 尾崎豊     | 西本明         | 5:07  |
| 10.       | 「ふたつの心」(TWO HEARTS)            | 尾崎豊     | 尾崎豊、今泉洋 | 4:32  |
| 11.       | 「卒業」(GRADUATION)                  | 尾崎豊     | 西本明         | 6:40  |
| 合計時間: | 合計時間:                             | 合計時間:  | 合計時間:      | 57:05 |

### カセットテープ
| #         | タイトル                              | 作詞・作曲 | 編曲           | 時間  |
| --------- | ------------------------------------- | ---------- | -------------- | ----- |
| 1.        | 「I LOVE YOU」                        | 尾崎豊     | 西本明         | 4:18  |
| 2.        | 「OH MY LITTLE GIRL」                 | 尾崎豊     | 西本明         | 4:34  |
| 3.        | 「Forget-me-not」                     | 尾崎豊     | 西本明         | 5:14  |
| 4.        | 「黄昏ゆく街で」(57TH STREET)         | 尾崎豊     | 尾崎豊、星勝   | 5:36  |
| 5.        | 「路上のルール」(RULES ON THE STREET) | 尾崎豊     | 西本明         | 4:32  |
| 6.        | 「ふたつの心」(TWO HEARTS)            | 尾崎豊     | 尾崎豊、今泉洋 | 4:32  |
| 合計時間: | 合計時間:                             | 合計時間:  | 合計時間:      | 28:46 |

| #         | タイトル                   | 作詞・作曲 | 編曲           | 時間  |
| --------- | -------------------------- | ---------- | -------------- | ----- |
| 1.        | 「LOVE WAY」               | 尾崎豊     | 尾崎豊、星勝   | 5:46  |
| 2.        | 「汚れた絆」(BOND)         | 尾崎豊     | 尾崎豊、西本明 | 5:17  |
| 3.        | 「15の夜」(THE NIGHT)      | 尾崎豊     | 町支寛二       | 5:29  |
| 4.        | 「Scrambling Rock'n'Roll」 | 尾崎豊     | 西本明         | 5:07  |
| 5.        | 「卒業」(GRADUATION)       | 尾崎豊     | 西本明         | 6:40  |
| 合計時間: | 合計時間:                  | 合計時間:  | 合計時間:      | 28:19 |

## スタッフ・クレジット
CDブックレットに記載されたクレジットを参照。
- 須藤晃 – プロデュース
- 田島照久 – 写真提供、アート・ディレクション、デザイン

## チャート、認定
| チャート         | 年     | 最高順位 | 登場週数 | 売上数   | 出典   |
| ---------------- | ------ | -------- | -------- | -------- | ------ |
| 日本（オリコン） | 1996年 | 2位      | 26回     | 72.9万枚 | [ 2 ]  |
| 日本（オリコン） | 2009年 | 123位    | 5回      | -        | [ 17 ] |

| 国/地域 | 認定組織         | 日付       | 認定             | 売上数     | 出典   |
| ------- | ---------------- | ---------- | ---------------- | ---------- | ------ |
| 日本    | 日本レコード協会 | 1996年10月 | プラチナ         | 400,000+   | [ 18 ] |
| 日本    | 日本レコード協会 | 1996年11月 | ダブル・プラチナ | 800,000+   | [ 19 ] |
| 日本    | 日本レコード協会 | 1998年3月  | ミリオン         | 1,000,000+ | [ 3 ]  |

## リリース日一覧
| No. | リリース日    | レーベル                       | 規格         | カタログ番号 | 備考                                             | 出典                 |
| --- | ------------- | ------------------------------ | ------------ | ------------ | ------------------------------------------------ | -------------------- |
| 1   | 1996年9月30日 | ソニー・ミュージックレコーズ   | CD           | SRCL-3672    | 初回限定BOX仕様、CDエクストラ付き                | [ 20 ] [ 11 ] [ 12 ] |
| 2   | 1996年9月30日 | ソニー・ミュージックレコーズ   | CT           | MJKS-3672    |                                                  |                      |
| 3   | 1996年9月30日 | ソニー・ミュージックレコーズ   | MD           | SRYL-7259    |                                                  | [ 21 ]               |
| 4   | 2009年4月22日 | ソニー・ミュージックレコーズ   | BSCD         | SRCL20001    | 24ビット・デジタル・リマスタリング（限定生産品） | [ 22 ] [ 23 ]        |
| 5   | 2010年4月1日  | ソニー・ミュージックレーベルズ | AAC-LC       | -            | デジタル・ダウンロード                           | [ 24 ]               |
| 6   | 2010年4月1日  | ソニー・ミュージックレーベルズ | ロスレスFLAC | -            | デジタル・ダウンロード                           | [ 25 ]               |
| 7   | 2013年9月11日 | ソニー・ミュージックレコーズ   | BSCD2        | SRCL-30007   |                                                  | [ 26 ] [ 27 ]        |